# Leptura bocakorum
Leptura bocakorum là một loài bọ cánh cứng trong họ Cerambycidae.